# Chactas maimirensis
Espèce
Chactas maimirensis est une espèce de scorpions de la famille des Chactidae.

## Distribution
Cette espèce est endémique de l'État d'Yaracuy au Venezuela. Elle se rencontre vers Urachiche à 500 m d'altitude.

## Description
Le mâle holotype mesure 51,81 mm et la femelle paratype 56,57 mm.

## Étymologie
Son nom d'espèce, composé de maimir et du suffixe latin -ensis, « qui vit dans, qui habite », lui a été donné en référence au lieu de sa découverte, Maimire.

## Publication originale
- González-Sponga & Wall-González, 2007 : Biodiversidad en Venezuela. Arácnidos. Descripción de cuatro nuevas especies del género Chactas, (escorpiones: chactidae) de la región centro occidental. Revista de Investigación, Caracas, vol. 1, no 61, p. 7-24 (texte intégral).